# Rhyacophila caussica
Rhyacophila caussica är en nattsländeart som beskrevs av Vaillant 1967. Rhyacophila caussica ingår i släktet Rhyacophila och familjen rovnattsländor. Inga underarter finns listade i Catalogue of Life.